# Barry Stroud
Barry Stroud (* 18. Mai 1935 in Toronto; † 9. August 2019 in Berkeley) war ein kanadisch-US-amerikanischer Philosoph und Philosophiehistoriker, der vor allem für seine Arbeiten über den Skeptizismus in der Erkenntnistheorie, über die Philosophie David Humes und das Werk Ludwig Wittgensteins bekannt war.

## Leben
Barry Stroud wurde in Toronto geboren. Er erwarb einen B.A. in Philosophie an der University of Toronto und promovierte anschließend an der Harvard University, sein Betreuer dort war Morton White. Seit 1961 gehörte Stroud dem Lehrkörper der University of California, Berkeley, an, er war Vorsitzender des dortigen Philosophy Departments von 1978 bis 1981, 1984–85 und 1998. 1987 hielt er die John Locke Lectures an der University of Oxford. Ebenfalls 1987 wurde er in die American Academy of Arts and Sciences gewählt. 2007 wurde er Willis S. and Marion Slusser Professor of Philosophy in Berkeley.

## Veröffentlichungen (Auswahl)
- Hume, (The Arguments of the Philosophers). Routledge, 1977. (ausgezeichnet mit dem Matchette Prize 1979).
- The Significance of Philosophical Scepticism. Oxford University Press 1984, ISBN 978-0-19-824761-6.
- The Quest for Reality: Subjectivism & the Metaphysics of Colour. Oxford University Press, 1999, ISBN 978-0-19-513388-2.
- Understanding Human Knowledge: Philosophical Essays. Oxford University Press, 2000, ISBN 978-0-19-825033-3.
- Meaning, Understanding, and Practice: Philosophical Essay. Oxford University Press, 2000, ISBN 978-0-19-825034-0.
- Engagement and Metaphysical Dissatisfaction: Modality and Value. Oxford University Press, 2011, ISBN 978-0-19-976496-9.
- Philosophers Past and Present: Selected Essays. Oxford University Press, 2011, ISBN 978-0-19-960859-1.